# Canton de Trie-sur-Baïse
Le canton de Trie-sur-Baïse est un ancien canton français situé dans le département des Hautes-Pyrénées.

## Composition
Le Canton de Trie-sur-Baïse regroupait 22 communes et comptait 3 529 habitants en 2012.
| Communes          | Population (2012) | Code postal | Code Insee |
| ----------------- | ----------------- | ----------- | ---------- |
| Antin             | 136               | 65220       | 65015      |
| Bernadets-Debat   | 108               | 65220       | 65085      |
| Bonnefont         | 313               | 65220       | 65098      |
| Bugard            | 99                | 65220       | 65110      |
| Estampures        | 77                | 65220       | 65170      |
| Fontrailles       | 147               | 65220       | 65177      |
| Fréchède          | 39                | 65220       | 65178      |
| Lalanne-Trie      | 109               | 65220       | 65250      |
| Lamarque-Rustaing | 53                | 65220       | 65253      |
| Lapeyre           | 69                | 65220       | 65260      |
| Lubret-Saint-Luc  | 91                | 65220       | 65288      |
| Luby-Betmont      | 121               | 65220       | 65289      |
| Lustar            | 109               | 65220       | 65293      |
| Mazerolles        | 101               | 65220       | 65308      |
| Osmets            | 74                | 65350       | 65342      |
| Puydarrieux       | 264               | 65220       | 65374      |
| Sadournin         | 176               | 65220       | 65383      |
| Sère-Rustaing     | 111               | 65220       | 65423      |
| Tournous-Darré    | 76                | 65220       | 65448      |
| Trie-sur-Baïse    | 1 128             | 65220       | 65452      |
| Vidou             | 74                | 65220       | 65461      |
| Villembits        | 113               | 65220       | 65474      |

## Représentation

### Conseillers généraux de 1833 à 2015
| Période | Période          | Identité                                 | Étiquette     | Qualité |
| ------- | ---------------- | ---------------------------------------- | ------------- | --- |
| 1833    | 1845 (démission) | Dominique Fourquet de Lustar (1765-1849) |               | Ancien lieutenant de Chasseurs Propriétaire du château et maire de Lustar (1815-1849) |
| 1845    | 1854             | Jean-Baptiste Cestia                     | Conservateur  | Magistrat, Vice-Président du Tribunal civil de Tarbes |
| 1855    | 1861             | Auguste Latour (1806-1880)               | Bonapartiste  | Pharmacien, maire de Trie |
| 1861    | 1870             | Cyprien Dossat (1795-1875)               |               | Notaire, avocat, maire d'Antin, ancien conseiller d'arrondissement |
| 1870    | 1870             | Auguste Latour                           | Républicain   | Pharmacien, maire de Trie |
| 1870    | 1871             | Alcide Curie-Seimbres (1815-1885)        | Républicain   | Historien, maire de Trie |
| 1871    | 1881 (décès)     | Auguste Latour                           | Républicain   | Pharmacien, maire de Trie-sur-Baïse |
| 1881    | 1893 (décès)     | Charles Sénac                            | Républicain   | Notaire à Trie-sur-Baïse Conseiller municipal de Trie-sur-Baïse |
| 1893    | 1910             | Emile Mossel                             | Républicain   | Docteur en médecine, maire de Trie-sur-Baïse (1882-1884, 1892 et 1900-?) |
| 1910    | 1913 (décès)     | Alphonse Pujo                            | Républicain   | Clerc de notaire puis notaire, maire de Trie-sur-Baïse |
| 1913    | 1919             | Charles Fontan-Turbez                    | Républicain   | Médecin maire de Trie-sur-Baïse, conseiller d'arrondissement |
| 1919    | 1934             | Bertrand Nogaro                          | Rad.          | Professeur de droit Maire de Trie-sur-Baïse (1931-1935) Député (1924-1934) Ministre (juin-juillet 1926) |
| 1934    | 1940             | Maurice Desconets                        | Rad.          | Vétérinaire à Bouilh, conseiller d'arrondissement |
|         |                  |                                          |               | |
| 1943    | 1945             | André Maumus (1881-1975)                 | ?             | Médecin spécialisé (médecine navale et coloniale) Maire de Trie-sur-Baïse Nommé conseiller départemental en 1943 |
|         |                  |                                          |               | |
| 1945    | 1967             | Maurice Desconets                        | Rad.          | Vétérinaire à Bouilh |
| 1967    | 1973             | Jean Burguez                             | Rad. puis MRG | Professeur Maire de Trie-sur-Baïse |
| 1973    | 1978 (décès)     | Georges Callebat                         | CDP           | Haut fonctionnaire, directeur de la Caisse de mutualité sociale agricole des Hautes-Pyrénées puis Inspecteur des Lois sociales en agriculture Ancien conseiller général du Canton de Saint-Julien (Jura) (1958-1964) |
| 1978    | 1992             | Michel Castay                            | UDF           | Agriculteur Maire de Trie-sur-Baïse |
| 1992    | 1998             | Jean Guilbaux                            | SE            | Vétérinaire Maire de Trie-sur-Baïse |
| 1998    | 2015             | Jean-Claude Duzer                        | PS            | Agent de La Poste Maire de Lalanne-Trie Vice-Président du Conseil Général |

### Conseillers d'arrondissement (de 1833 à 1940)
| Période                                  | Période | Identité                          | Étiquette           | Qualité |
| ---------------------------------------- | ------- | --------------------------------- | ------------------- | --- |
| 1833                                     | 1845    | Pierre Faure-Menginou (1780-1868) |                     | Négociant, maire de Trie-sur-Baïse                                                                          |
| 1845                                     | 1848    | Cyprien Dossat                    |                     | Notaire à Trie-sur-Baïse                                                                                    |
|                                          |         |                                   |                     | |
| 1883                                     |         | M. Casse                          | Républicain         | |
|                                          |         |                                   |                     | |
| 1901                                     | 1913    | Charles Fontan-Turbez             | Républicain radical | Médecin, maire de Trie-sur-Baïse                                                                            |
|                                          |         |                                   |                     | |
| 1919                                     |         | M. Mailhe                         | Union des Gauches   | |
|                                          | 1934    | Maurice Desconets                 | Rad.                | Vétérinaire à Bouilh                                                                                        |
| 1934                                     | 1940    | M. Gourgues                       | Radical             | |
| 1940                                     |         |                                   |                     | Les conseils d'arrondissement ont été suspendus par la loi du 12 octobre 1940 et n'ont jamais été réactivés |
| Les données manquantes sont à compléter. |         |                                   |                     | |